# Epidamnos
L'ancienne colonie grecque d'Epidamnos ou Epidamnus (en grec ancien : Ἐπίδαμνος), en albanais : Epidamni) plus tard sous l'Empire romain Dyrrachium (en grec :Δυρράχιον et en albanais : Dyrrahu Durrës), a été fondée en 627 av. J.-C. en Illyrie par un groupe de colons de Corinthe et de Corcyre (Corfou) en coopération avec les Taulantiens locaux,. 

## Historique

### Époque grecque

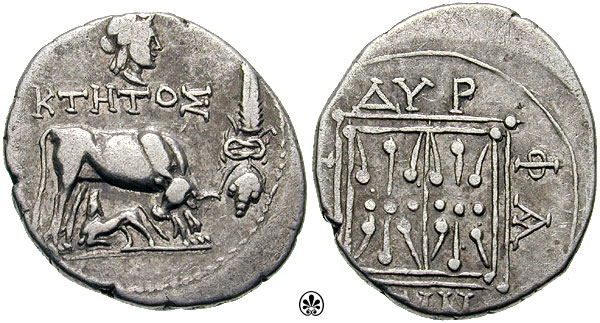
Pièce de monnaie,.

L'ouvrage d'Aristote Politique s'appuie à plusieurs reprises pour exemples sur le gouvernement interne d'Épidamnos, lequel était dirigé comme une oligarchie serrée qui nommait un magistrat au pouvoir ; les commerçants et les artisans furent exclus du pouvoir, jusqu'à ce que des conflits internes aboutissent à un gouvernement plus démocratique. Les oligarques exilés firent appel à Corcyre tandis que les démocrates sollicitèrent l'aide de Corinthe, déclenchant une lutte entre les deux métropoles décrite par Thucydide comme une cause de la guerre du Péloponnèse. Le commerce individuel avec les Illyriens locaux était interdit à Epidamnos, tout le trafic se faisait par l'intermédiaire de l'agent municipal autorisé ou polète. Au IVe siècle av. J.-C., la cité-État faisait partie des royaumes de Cassandre et de Pyrrhus. Les environs généraux d'Epidamnus s'appelaient Epidamnia.

### Époque romaine
En 229 av. J.-C., la ville est devenue Dyrrhachium. Pausanias le Périégète dit que : 

« la ville romaine moderne n'est pas l'ancienne, étant située à une courte distance d'elle. La ville moderne est appelée Dyrrhachium du nom de son fondateur »

. Le nom Dyrrachion se retrouve sur les monnaies du Ve siècle av. J.-C. ; à l'époque romaine, le Dyrrachium était plus courant. Cependant, la ville conserva une semi-autonomie et fut transformée en colonie romaine.
Dyrrachium était le lieu d'embarquement des passagers romains traversant la mer Ionienne depuis Brundisium (Brindisi), ce qui en faisait une étape assez fréquentée. De là commençait la Via Egnatia, la voie romaine vers Thessalonique qui reliait l'Illyrie romaine à la Macédoine et à la Thrace. La ville elle-même faisait partie de la [Macédoine], plus précisément d'Epirus Nova. En 48 av. J.-C., Pompée était basé à Dyrrachium et repoussa une attaque de Jules César. En 345 apr. J.-C., la ville fut rasée par un tremblement de terre et reconstruite sur ses anciennes fondations.
Au IVe siècle, Dyrrachium devint la capitale de la province romaine d'Epirus nova. Son archevêché devient ainsi le métropolite de tous les diocèses de la province. Au début du IXe siècle, la province fut réorganisée sous le nom de Thème de Dyrrachium par l'empereur Nicéphore Ier.

## Galerie

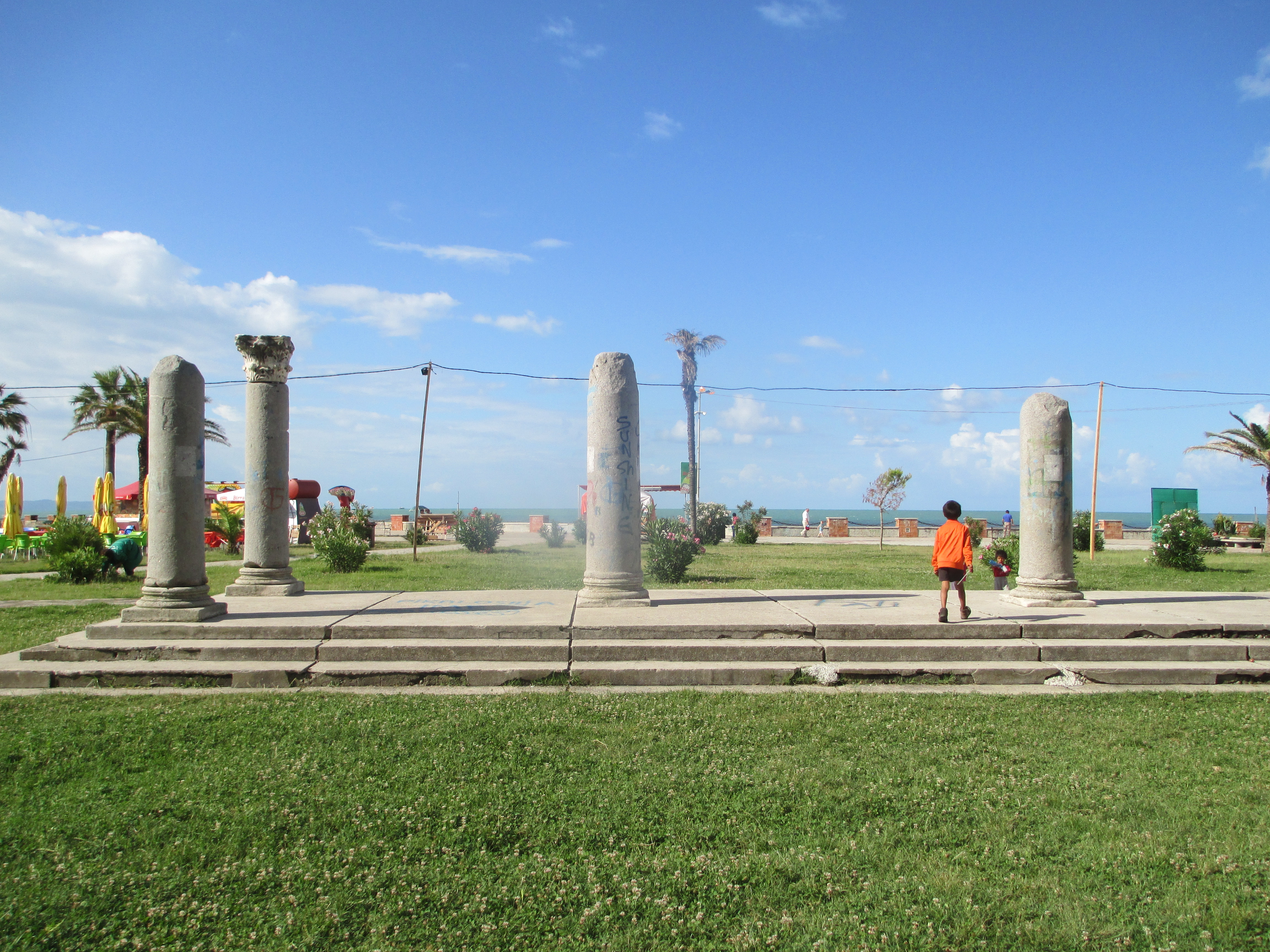
En bord de plage de Durres
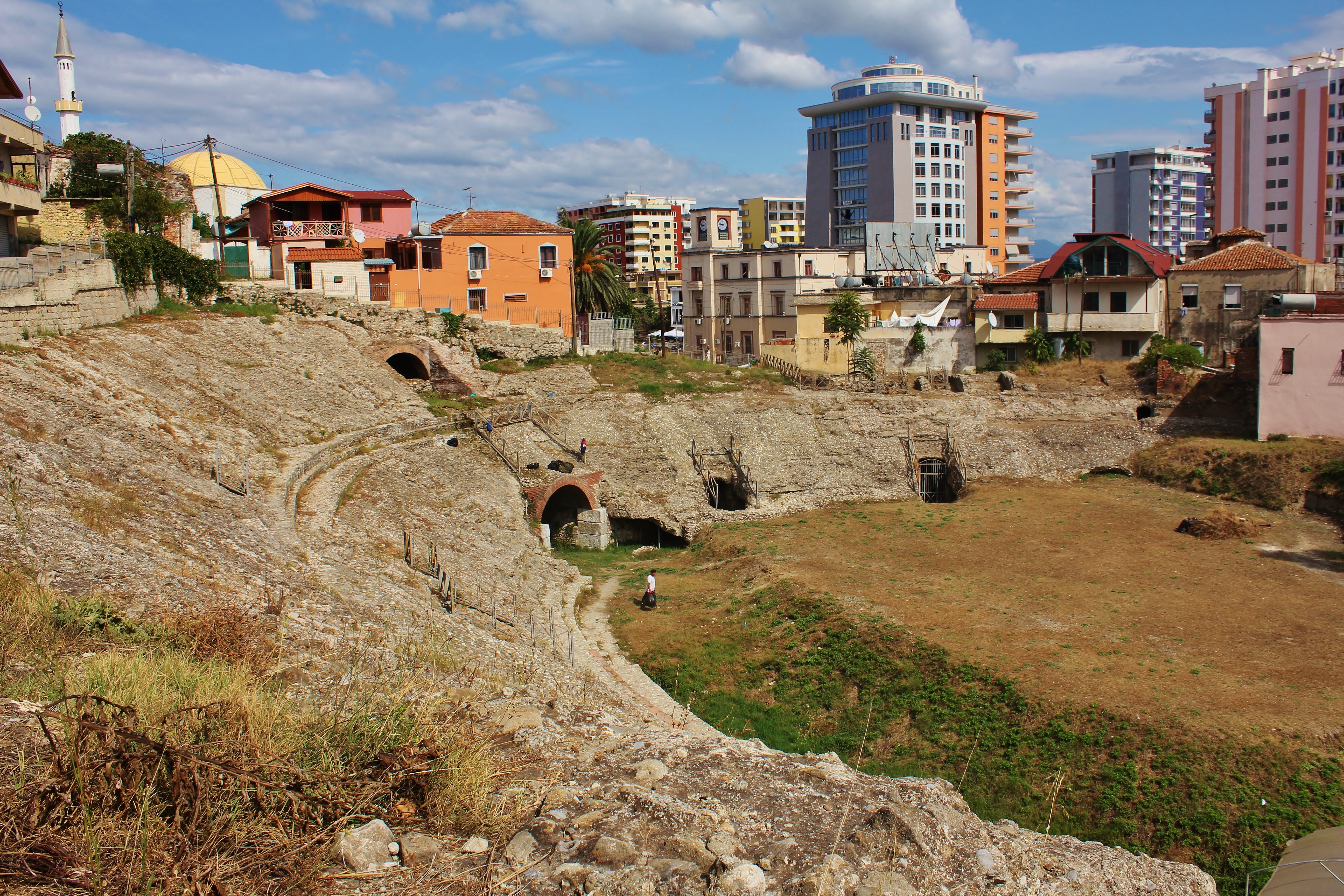
L'amphithéâtre romain